# Zack & Cody an Bord
Zack & Cody an Bord (The Suite Life on Deck) ist der Ableger der Serie Hotel Zack & Cody (The Suite Life of Zack & Cody) und eine US-amerikanische Sitcom der Walt Disney Company aus dem Jahr 2008. Produziert wurde die Serie vom Disney Channel, It’s a Laugh Productions und Danny Kallis Productions.
Im Jahr 2011 wurde Zack & Cody – Der Film begleitend zur Serie veröffentlicht. Die Handlung des Films hat aber keinen Bezug zu den Handlungssträngen der Serie.

## Rahmenhandlung
Mr. Moseby wird zum Manager des Schiffes S.S. Tipton ernannt. Drei Monate später kommen auch Zack und Cody an Bord, um ein Jahr auf hoher See die Schule zu besuchen. Und auch London wird von ihrem Vater gezwungen, auf dem Schiff zu leben, um endlich einmal gute Noten zu bekommen und damit sie nicht abhauen kann.
Die Serie spielt im selben Serienuniversum wie Jessie, Hannah Montana, Die Zauberer vom Waverly Place, Raven blickt durch, somit auch Einfach Cory und Tripp’s Rockband, so dass es ab und an Gastauftritte und andere Berührungspunkte zwischen den Serien gibt, wie zum Beispiel den Kreuzfahrtaufenthalt von den Charakteren aus Hannah Montana und Die Zauberer vom Waverly Place sowie später aus Tripp’s Rockband.

## Die S.S. Tipton

### Besatzung
- Mr. Marion Moseby – Schiffsmanager
- Miss Emma Tutweiller – Lehrkraft und Leiterin der Seven Seas High
- Frank – Helikopter-Pilot
- Kapitän Landsfort – Kapitän
- Haggis – Schiffsingenieur
- Connie – Freizeitkoordinator „Chefin für Spiel und Spaß“
- Kirby – Sicherheitsmann (der erst in Folge 10 fertig ausgebildet wurde)
- Mr. Blanket – Schiffspsychologe
- Frankie – Ingenieurin

### Ausstattung
Die S.S. Tipton besitzt viele Suiten, die meisten sind für je zwei Personen. An Bord befindet sich die Schule Seven Seas High. An Deck gibt es einen Whirlpool, einen normalen Pool, ein Basketballfeld, ein Labor für Meeresbiologie, ein Planetarium und einen Helikopter. Es befinden sich zahlreiche Rettungsboote und -westen im beziehungsweise am Schiff. Für die Schule gibt es die typischen Utensilien wie Tafel und Gasleitungen sowie ein Aquarium mit einem Kopffüßer, weiterhin gibt es für Astronomie ein Planetarium. Für die Freizeit der Schüler gibt es außerdem noch verschiedene Videospiele (z. B. „Galaxy Raider“, was Zack und Cody unheimlich cool finden) sowie einen Billardtisch. Außerdem finden sich auf dem Schiff ein Ballsaal, mehrere Schaubühnen und eine Minigolfanlage.

### Andere Schauplätze
Während des Schuljahrs befährt das Schiff viele Teile der Erde.
| Staffel | Land/Ort                  | Folge                              |
| 1       | Die Papageieninsel        | Die Papageien-Insel                |
| 1       | Die Datumsgrenze          | Und täglich grüsst Miss Tutweiller |
| 1       | Athen                     | Das kommt mir griechisch vor       |
| 1       | Die Galápagos-Inseln      | Seemonster Gertie                  |
| 1       | Miami                     | Lügen und nichts als Lügen         |
| 1       | Indien                    | Der teure Pfad der Erleuchtung     |
| 1       | Das fiktive Liechtenstamp | Maddie an Bord.                    |
| 1       | Rom                       | Verliebt in Rom                    |
| 1       | Honolulu                  | Das Treffen der Superstars.        |
| 2       | Thailand                  | London in Thailand                 |
| 2       | Bermudadreieck            | Bermudadreieck                     |
| 2       | Schweden                  | Alter Schwede!                     |
| 2       | London                    | Die Sherlock Holmies               |
| 2       | Südamerika                | Die Rückkehr der Prinzessin        |
| 2       | Marokko                   | Dschinni an Bord                   |
| 2       | Paris                     | Trennung in Paris?                 |
| 3       | Monte Carlo               | Schweigen ist Gold                 |
| 3       | Belgien                   | Die Party geht weiter              |
| 3       | Tokio                     | Ärger in Tokio                     |
| 3       | New Orleans               | Das Geisterschiff                  |
| 3       | Argentinien               | Schulschwänzertag                  |
| 3       | Antarktis                 | Eingefroren                        |
| 3       | Südamerika                | Londons Weihnachtsgeschichte       |
| 3       | Kettlecorn                | Landgang mit Folgen                |
| 3       | New York City             | Der letzte Tag                     |

## Charaktere

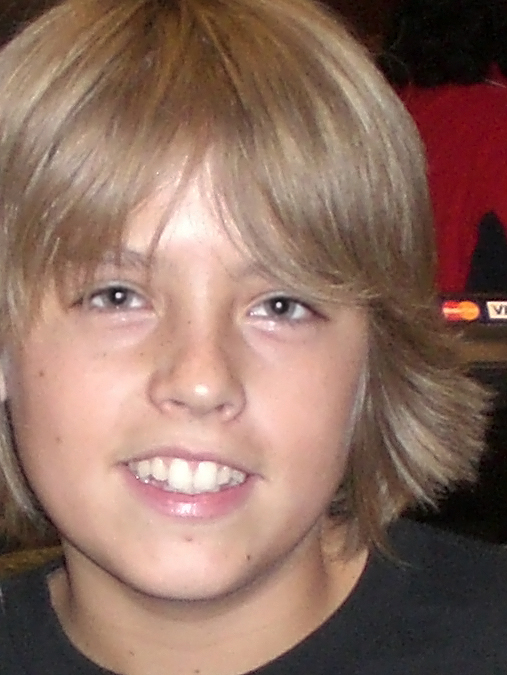
Cole Sprouse spielte Cody Martin

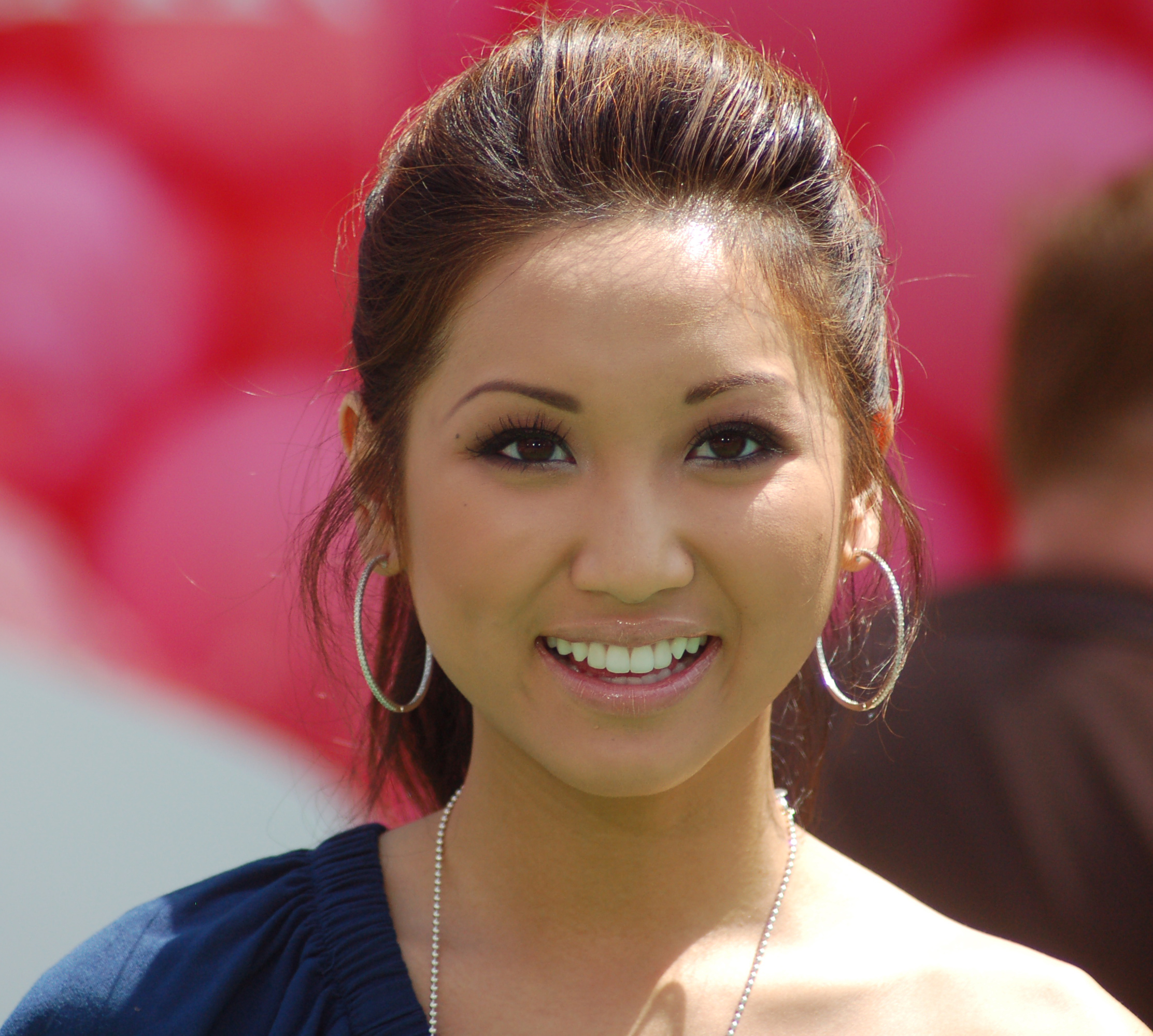
Brenda Song spielte London Tipton

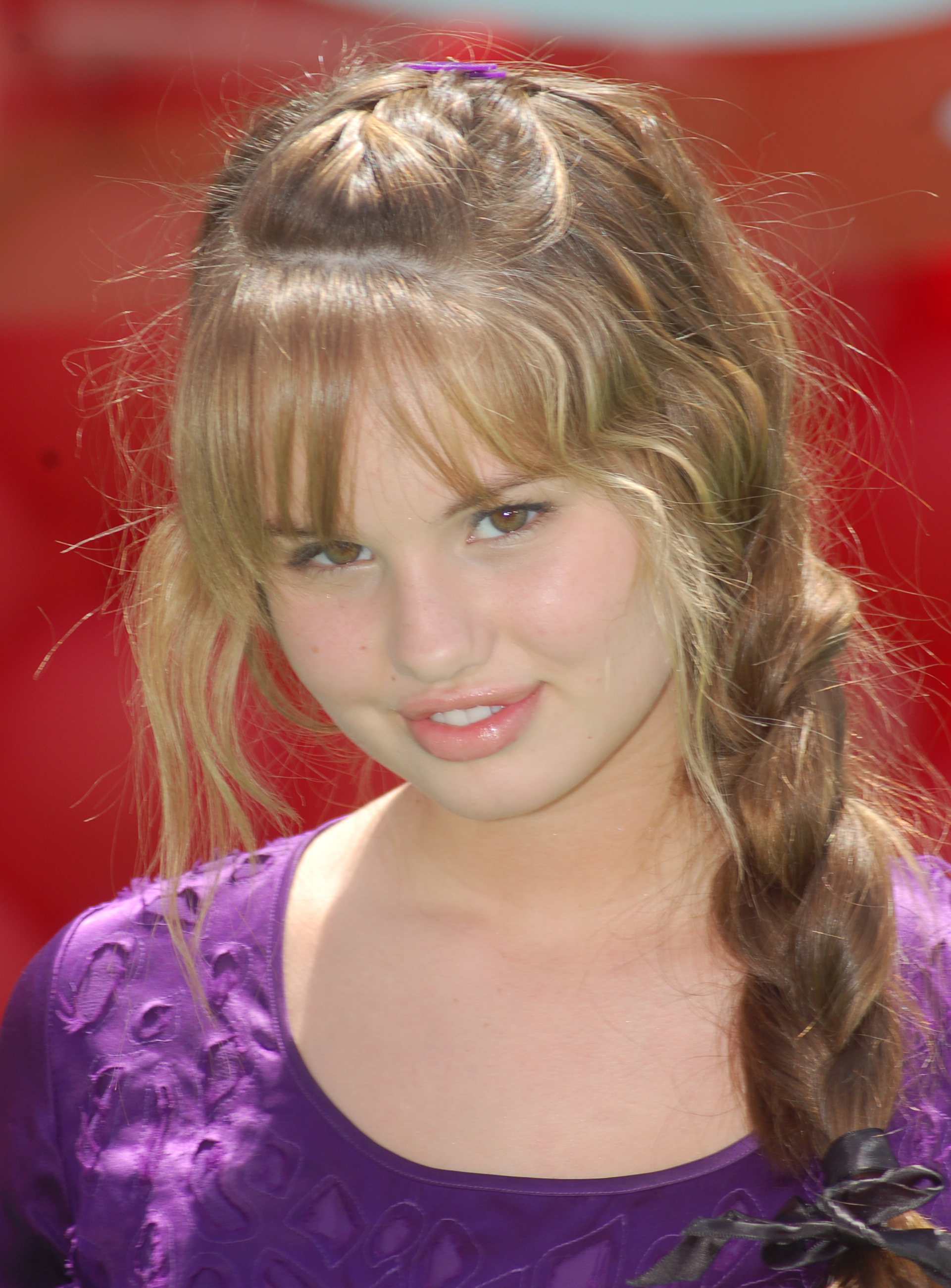
Debby Ryan spielte Bailey Pickett

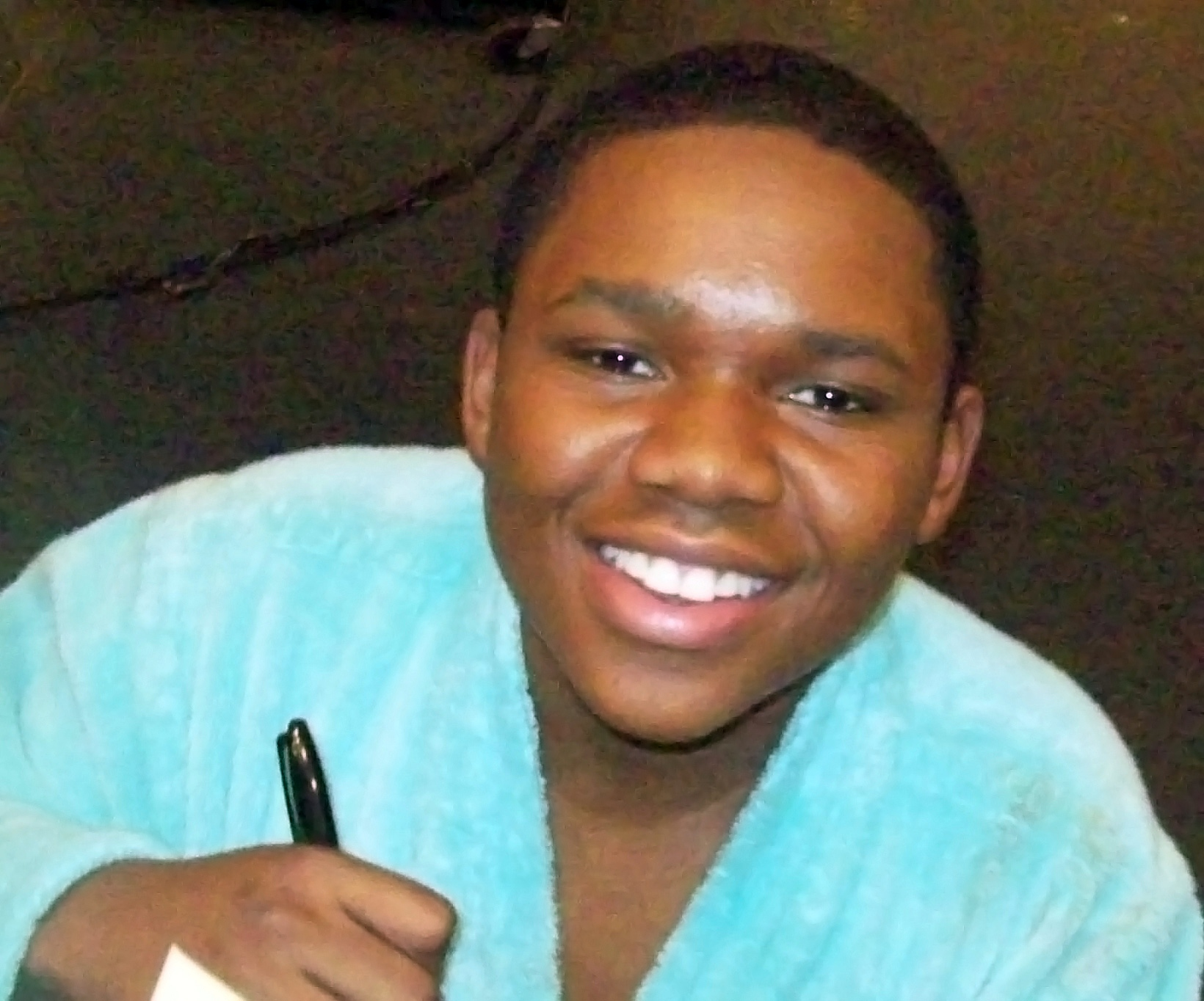
Doc Shaw spielte Marcus Little

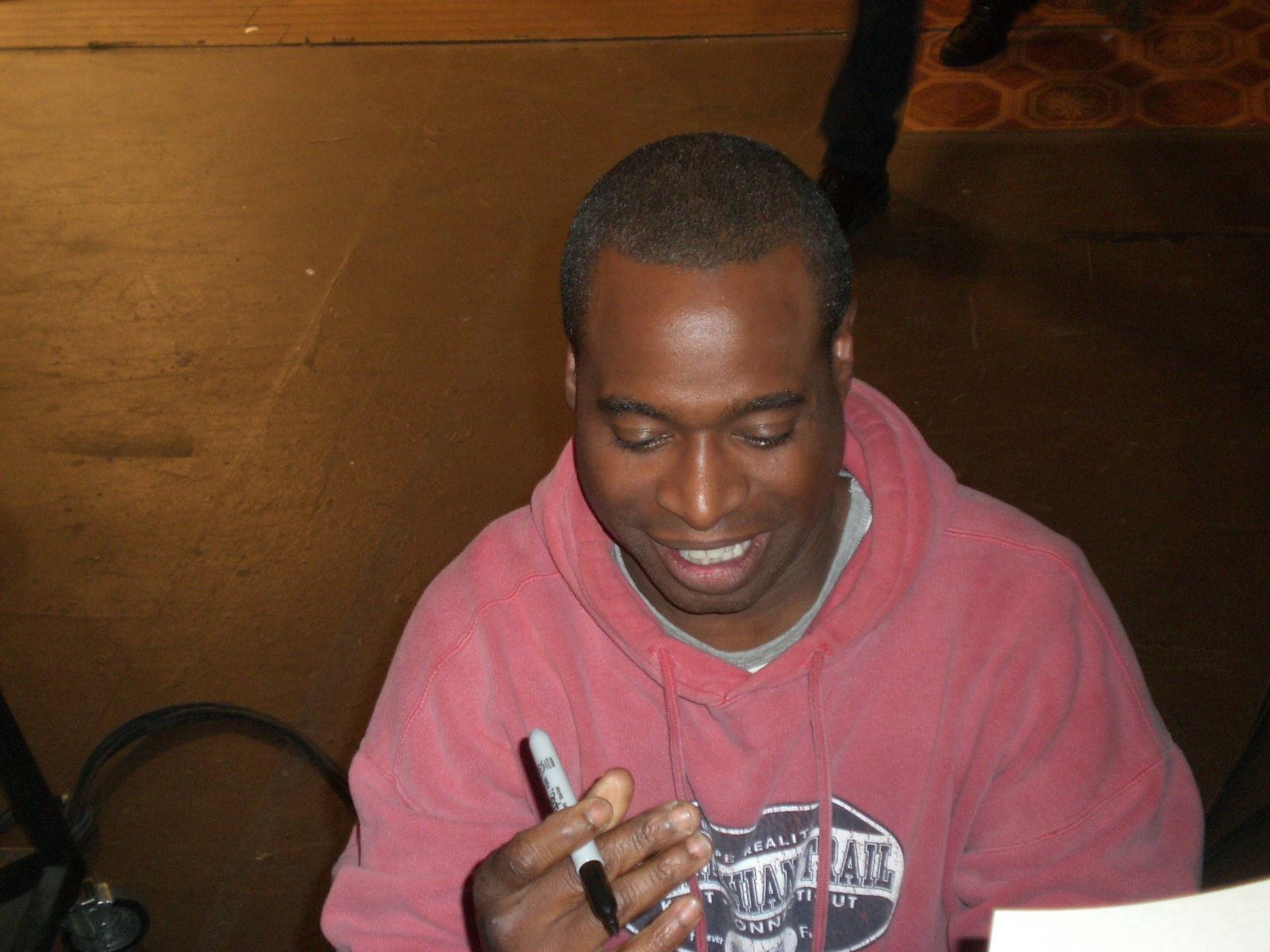
Phill Lewis spielte Mr. Marion Moseby

Für die ausführlichen Charakterbeschreibungen von Zack, Cody, London und Mr. Moseby siehe Hotel Zack & Cody.
Zachary „Zack“ Martin
Zack (Dylan Sprouse) ist der zehn Minuten ältere der beiden Zwillinge. Zu seinen Hobbys zählen Skateboarden, mit Mädchen flirten sowie seinen Bruder Cody ärgern. An Bord der S.S. Tipton will er hauptsächlich Abenteuer erleben, aber auch dem Zorn seiner Mutter entgehen, wenn er die nächsten schlechten Noten bekommt. Seit der Folge Pleiten, Pech und Jo-Jo arbeitet Zack an der Saftbar. Als er in der Folge Der blinde Passagier aus der 3. Staffel Maya Bennett kennenlernt, die nicht nur auf die 7 Seas High geht, sondern auch an der Saftbar kellnert, verliebt sich Zack in sie. Seit der Folge Die Party geht weiter sind Zack und Maya zusammen. Nun muss sich Zack an eine feste Beziehung gewöhnen. Jedoch trennen sie sich in der letzten Folge wieder.
Cody Martin
Cody (Cole Sprouse) zeigt seine Begabungen eher in dem Bereich Schule. Aber auch in der Liebe ist er Zack nicht sehr ähnlich. Cody geht eher nach dem Inneren und versucht so, eine Liebe beizubehalten, Zack hingegen geht nur nach dem Aussehen und macht sich daher an viele Mädchen ran. Cody ist anfangs sehr aufgeregt, auf hoher See zu leben. Außerdem freut er sich, dass er sich endlich kein Zimmer mehr mit Zack teilen muss. Dafür wird sein Zimmergenosse aber Woody, das komplette Gegenteil zu Cody. Wegen Zack muss Cody als Handtuchjunge auf dem Schiff arbeiten, was Cody gar nicht gefällt. Er ist verliebt in Bailey. Seit der zweiten Staffel sind Cody und Bailey ein Paar, trennen sich aber in dem Zweiteiler Trennung in Paris wieder. In dem Dreiteiler Landgang mit Folgen  kommen sie aber wieder zusammen. In der Folge Londons Weihnachtsgeschichte sieht man die Zukunft, in der Cody und Bailey heiraten.
London Leah Tipton
London (Brenda Song), die Tochter des Besitzers des Tipton-Hotels und der S.S. Tipton, wird aufgrund ihrer schlechten schulischen Leistungen von ihrem Vater auf dessen Kreuzfahrtschiff geschickt, um auf der Schule Seven Seas High zu studieren. London ist davon natürlich wenig begeistert, denn nun kann sie ihren Hobbys wie shoppen nicht mehr so nachgehen, wie sie es will, außerdem wurde sie so von ihren reichen Freundinnen getrennt und hat jetzt nur noch ihre neue Zimmergenossin Bailey.
Bailey Pickett
Bailey (Debby Ryan) ist 15 Jahre alt und kommt aus Kettlecorn, Kansas, auf die S.S. Tipton. In der ersten Folge gibt sie vor, ein Junge zu sein, da es keine freien Mädchenkabinen mehr gibt, und kommt mit Zack in ein Zimmer. Im Laufe der Episode entdecken aber Zack und später alle, dass Bailey ein Mädchen ist. Auch wenn London es nicht wollte, leben die beiden von da an in einer Kabine. Sie ist sehr intelligent und konzentriert sich stark auf den Unterricht. Auf der S.S. Tipton will sie etwas von der Welt sehen. Seit der zweiten Staffel sind Bailey und Cody ein Paar, trennen sich aber in dem Zweiteiler Trennung in Paris wieder. In dem Dreiteiler Landgang mit Folgen kommen sie aber wieder zusammen. In der Folge Londons Weihnachtsgeschichte sieht man die Zukunft, in der Cody und Bailey heiraten.
Zuhause in Kettlecorn hat sie sechs große und drei kleine Schwestern, außerdem hatte sie einmal ein Hausschwein. In der zweiten Folge findet sie auf der Papageien-Insel ein Schwein, das sie mitnimmt und Porkers nennt.
Marcus Little
Marcus (Doc Shaw) war als Kind ein erfolgreicher Sänger namens Lil Little, verlor aber seine Karriere, nachdem sich seine Stimme verändert hat. Seinen ersten Auftritt hat Marcus in der Folge Zimmergenossen. Er und Zack teilen sich seit dieser Episode ein Zimmer. Er lebte in Atlanta, Georgia und ist mit Jordin Sparks befreundet. In der Folge Bon Voyage verlässt er das Schiff um ein Musical zu filmen, das auf seinem Hit „Retainer Baby“ basiert.
Mr. Marion Moseby
Mr. Moseby (Phill Lewis) bekommt die Verantwortung für Zack, Cody und London sowie dem gesamten Schiff aufgetragen.
Als er von Mr. Tipton seine neue Aufgabe erfährt, ist er Feuer und Flamme, denn sein Leben könnte sich nun zum Positiven wenden, ohne die Zwillinge und London. Doch diese Vorstellung wird nach und nach immer mehr zerstört. Zum Ende der Serie verlobt er sich mit Emma Tutweiller.
Er nimmt auch diesen Job sehr ernst, ähnlich wie seinen alten Job als Hotel-Manager.
Woodrow „Woody“ Fink
Woody (Matthew Scott Timmons) ist Codys neuer Zimmergenosse. Er ist das genaue Gegenteil zu Cody und hängt sich stark an dessen Fersen.
Ms. Emma Tutweiller
Miss Tutweiller (Erin Cardillo) ist eine Lehrkraft an der Seven Seas High. Sie versucht alles, um ihren Unterricht unvergesslich zu gestalten. Zusammen mit Mr. Moseby leitet sie das Schiff beziehungsweise die Schule an Bord. Sie will nicht, dass Cody und Bailey ihren Unterricht führen, was sie aber manchmal machen, da sie so schlau sind. Sie sagen einfach das, was Miss Tutweiller sagen will, bevor sie es sagt. Sie war früher mal Tänzerin, doch das verheimlicht sie ihren Schülern. Sie gibt alles daran nicht allein zu sterben und verlobt sich schließlich mit Marion Moseby.
Kirby Morris
Kirby (Windell Middlebrooks) ist ein Sicherheitsbeauftragter auf der S.S. Tipton. Er ist befreundet mit Zack und Cody. Wie in der Folge Kein (Selbst-)Vertrauen herauskommt hat Kirby kein Highschool-Abschluss. Dank Zack und Cody holt Kirby ihn aber auf der „Seven Seas High“ nach.
Maya Bennett
Maya (Zoey Deutch) kommt in der dritten Staffel auf das Schiff und arbeitet dort als Kellnerin. Als Zack ein Auge auf sie wirft, lässt sie ihn mehrmals abblitzen. Sie möchte Zack als guten Freund haben, was Zack nicht akzeptieren kann. Als sie ihren Geburtstag feiert, gibt sich Zack so viel Mühe für eine Überraschungsparty, dass sich Maya überwinden kann. Sie muss Zack erstmal klarmachen, wie eine feste Beziehung funktioniert. Trennt sich aber in der letzten Folge von ihm.

## Besetzung und Synchronisation
Die deutschsprachige Synchronfassung entstand unter der Leitung von Frank Turba beim Film- & Fernseh-Synchron in Berlin.
| Rolle                       | Schauspieler          | Hauptrolle (Staffel) | Nebenrolle (Staffel) | Deutscher Synchronsprecher                               |
| --------------------------- | --------------------- | -------------------- | --- | -------------------------------------------------------- |
| Zack Martin                 | Dylan Sprouse         | 1.01–3.22            | | Robert Schmalz                                           |
| Cody Martin                 | Cole Sprouse          | 1.01–3.22            | | Robert Schmalz                                           |
| London Tipton               | Brenda Song           | 1.01–3.22            | | Magdalena Turba                                          |
| Bailey Pickett              | Debby Ryan            | 1.01–3.22            | | Rubina Kuraoka (Staffel 1) Julia Kaufmann (Staffel 2–3)1 |
| Marion Moseby               | Phill Lewis           | 1.01–3.22            | | Norman Matt                                              |
| Marcus Little               | Doc Shaw              | 2.10–3.06            | | Patrick Baehr                                            |
| Emma Tutweiller             | Erin Cardillo         |                      | 1.01–1.02, 1.05–1.07, 1.10–1.11, 2.03, 2.07–2.09, 2.16, 2.19, 2.21–2.22, 2.26–2.27, 3.01, 3.03, 3.05, 3.12, 3.16, 3.21–3.22                    | Julia Ziffer                                             |
| Woodrow „Woody“ Fink        | Matthew Scott Timmons |                      | 1.01–1.02, 1.05–1.06, 1.08–1.10, 1.17–1.19, 1.21, 2.02–2.05, 2.07–2.10, 2.12–2.13, 2.17–2.18, 2.21–2.24, 2.26, 2.29–3.03, 3.05–3.14, 3.16–3.22 | Dirk Petrick                                             |
| Padma Srinivasanviswanathan | Tiya Sircar           |                      | 1.01, 1.12 |                                                          |
| Eunice Pickett              | Ginette Rhodes        |                      | 1.01, 3.18–3.19 |                                                          |
| Kirby Morris                | Windell Middlebrooks  |                      | 1.05, 1.10, 1.20–1.21, 2.03, 2.17, 2.20, 2.25–2.26, 3.02                                                                                       | Olaf Reichmann                                           |
| Holden                      | Chad Duell            |                      | 1.06, 1.10 |                                                          |
| Addison                     | Rachael Kathryn Bell  |                      | 1.06, 2.04, 2.07, 2.22, 3.16, 3.21–3.22 | Josephine Schmidt                                        |
| Mrs. Pepperman              | Lillian Adams         |                      | 1.17 | Luise Lunow                                              |
| Mr. Blanket                 | Michael Hitchcock     |                      | 2.07, 2.16, 2.28 |                                                          |
| Dante                       | Laryy Vanburen Jr.    |                      | 2.29–2.30, 3.04 |                                                          |
| Maya Bennett                | Zoey Deutch           |                      | 3.04–3.05, 3.08–3.09, 3.20–3.22 | Luisa Wietzorek                                          |

1 Die Rolle der Bailey übernahm zu Anfang der zweiten Staffel Julia Kaufmann, da Rubina Kuraoka wegen eines Auslandsaufenthaltes nicht zur Verfügung stand.

## Ausstrahlung
Die Serie feierte am 19. September 2008 auf dem englischen Disney Channel Premiere. In den USA wurde die Serie das erste Mal am 26. September 2008 ebenfalls im Disney Channel ausgestrahlt. In Deutschland lief die erste Folge Erster Tag auf hoher See (The Suite Life Sets Sail) am 30. Januar 2009 um 18:30 Uhr im deutschen Disney Channel. Die Free-TV-Premiere fand am 8. Februar 2009 auf Super RTL statt, es wurden einmalig die ersten beiden Folgen gesendet. Die regelmäßige Ausstrahlung folgt seit dem 28. September 2009 auf Super RTL. Die Dreharbeiten für die dritte Staffel haben im Januar 2010 begonnen. Die dritte Staffel wurde ab dem 2. Juli 2010 in den USA und ab dem 26. November 2010 auch in Deutschland auf dem Disney Channel ausgestrahlt. Das Serienfinale lief in den USA am 6. Mai und in Deutschland am 5. August 2011.
Ab dem 14. November 2009 strahlte der ORF eins die Serie in Österreich aus.
| Staffel   | Episoden | Ausstrahlung (USA) Disney Channel    | Ausstrahlung (Deutschland) Disney Channel | Ausstrahlung (Deutschland) SuperRTL       |
| --------- | -------- | ------------------------------------ | ----------------------------------------- | ----------------------------------------- |
| Staffel 1 | 21       | 26. September 2008 bis 17. Juli 2009 | 30. Januar 2009 bis 16. Oktober 2009      | 8. Februar 2009 bis 28. April 2010        |
| Staffel 2 | 30       | 7. August 2009 bis 18. Juni 2010     | 5. Februar 2010 bis 23. Oktober 2010      | 18. September 2010 bis 12. September 2011 |
| Staffel 3 | 22       | 2. Juli 2010 bis 6. Mai 2011         | 26. November 2010 bis 5. August 2011      | 13. September 2011 bis 30. März 2012      |

### Internationale Veröffentlichungen
| Land/Region | Sender         | Premierendatum                                              | Titel                  |
| ----------- | -------------- | ----------------------------------------------------------- | ---------------------- |
| Deutschland | Disney Channel | 30. Januar 2009                                             | Zack & Cody an Bord    |
| Deutschland | Super RTL      | 8. Februar 2009 (Vorpremiere) 28. September 2009 (Premiere) | Zack & Cody an Bord    |
| Schweiz     | SF zwei        | 31. August 2010                                             | Zack & Cody an Bord    |
| Österreich  | ORF1           | 14. November 2009                                           | Zack & Cody an Bord    |
| USA         | Disney Channel | 26. September 2008                                          | The Suite Life on Deck |
| USA         | Disney XD      | 13. Februar 2009                                            | The Suite Life on Deck |
| Türkei      | Disney Channel | 16. Januar 2009                                             | Zack & Cody Güvertede  |

## Gaststars

### AusHotel Zack & Cody
| Rolle                                | Darsteller        | Synchronsprecher                | Episoden                                                                   |
| ------------------------------------ | ----------------- | ------------------------------- | -------------------------------------------------------------------------- |
| Carey Martin                         | Kim Rhodes        | Melanie Hinze                   | Erster Tag auf Hoher See Mom und Dad an Bord Ärger in Tokio Der letzte Tag |
| Arwin Hawkhauser/ Milos Hawkakapolis | Brian Stepanek    | Peter Flechtner                 | Das kommt mir griechisch vor Callie, die perfekte Frau Der letzte Tag      |
| Barbara Browstein                    | Sophie Tamiko Oda |                                 | Lügen und nichts als Lügen                                                 |
| Bob                                  | Charlie Stewart   | Moses Obletta                   | Lügen und nichts als Lügen                                                 |
| Chelsea Brimmer                      | Brittany Curran   | Anita Hopt                      | Lügen und nichts als Lügen                                                 |
| Maddie Fitzpatrick                   | Ashley Tisdale    | Esra Vural                      | Maddie an Bord                                                             |
| Kurt Martin                          | Robert Torti      | Charles Rettinghaus (Staffel 1) | Mom und Dad an Bord Der letzte Tag                                         |
| Esteban Ramirez                      | Adrian R’Mante    | Sebastian Christoph Jacob       | Eine typische Schwiegermutter                                              |
| Janice                               | Camilla Rosso     |                                 | Die Model-Party                                                            |
| Jessica                              | Rebecca Rosso     |                                 | Die Model-Party                                                            |

### Aus anderen Serien
| Rolle          | Darsteller     | Serie                          | Synchronsprecher     | Episoden                   |
| -------------- | -------------- | ------------------------------ | -------------------- | -------------------------- |
| Alex Russo     | Selena Gomez   | Die Zauberer vom Waverly Place | Gabrielle Pietermann | Das Treffen der Superstars |
| Justin Russo   | David Henrie   | Die Zauberer vom Waverly Place | Patrick Roche        | Das Treffen der Superstars |
| Max Russo      | Jake T. Austin | Die Zauberer vom Waverly Place | Maximilian Belle     | Das Treffen der Superstars |
| Hannah Montana | Miley Cyrus    | Hannah Montana                 | Shandra Schadt       | Das Treffen der Superstars |
| Lola Luftnagle | Emily Osment   | Hannah Montana                 | Marieke Oeffinger    | Das Treffen der Superstars |

### Andere Gaststars
| Rolle                | Darsteller           | Synchronsprecher | Episoden                                        |
| -------------------- | -------------------- | ---------------- | ----------------------------------------------- |
| Connie               | Jennifer Tisdale     |                  | Lügen und nichts als Lügen Mast- und Beinbruch  |
| Luca                 | Jacopo Sarno         |                  | Verliebt in Rom                                 |
| Moose                | Hutch Dano           |                  | Viel Lärm um Nichts Landgang mit Folgen, Teil 2 |
| Armando, der Magier  | Justin Kredible      |                  | Abrakadabra                                     |
| Khu Yai              | Elizabeth Sung       |                  | London in Thailand                              |
| Jordin Sparks        | Jordin Sparks        |                  | Überfahrt                                       |
| Mayor Ragnar         | Ed Begley Junior     |                  | Alter Schwede!                                  |
| Señora Ramírez       | Charo                | Iris Artajo      | Eine typische Schwiegermutter                   |
| Constable            | Charles Shaughnessy  | Erich Räuker     | Die Sherlock Holmies                            |
| Cindy                | Kathie Lee Gifford   |                  | Die Model-Party                                 |
| Rome Tipton          | George Takei         | Helmut Gauß      | Raumschiff Tipton                               |
| Kurt Warner          | Kurt Warner          |                  | Der Kampf um den goldenen Pokal                 |
| Dschinni             | Matthew Willig       | Marco Kröger     | Dschinni an Bord                                |
| Bruder Theodore      | Andy Richter         |                  | Schweigen ist Gold                              |
| Mischa               | Cody Kennedy         |                  | Schachmatt!                                     |
| Frankie              | Lisa K. Wyatt        |                  | Gute Reise, Marcus! Der letzte Tag              |
| Sean Kingston        | Sean Kingston        |                  | Die Party geht weiter                           |
| Kapitän Hawk         | Fabio Lanzoni        |                  | Schulschwänzertag                               |
| Dr. Cork             | Brian Posehn         |                  | Eingefroren                                     |
| Dwight Moseby Howard | Dwight Howard        |                  | Landgang mit Folgen, Teil 1                     |
| Wilfred Tipton       | John Michael Higgins |                  | Landgang mit Folgen, Teil 3                     |
| Sergeant Pepper      | Michael Ralph        |                  | Landgang mit Folgen, Teil 3                     |

## Dreharbeiten
Sowohl Teile des Sets als auch animierte Szenen, konnte man schon in der Folge Eine Kreuzfahrt mit Zack und Cody (Folge 86 von Hotel Zack & Cody) sehen.

## Sonstiges
- In der Folge Haltet den Dieb von Hotel Zack und Cody telefoniert Maddie mit London, während diese an Deck eines Schiffes steht. Im Hintergrund ist ein Rettungsring zu sehen, auf dem „S.S. Tipton“ steht. Folglich war London schon vor Zack und Cody an Bord einmal an Bord der S.S. Tipton, obwohl das Schiff ein komplett anderes Design zu dieser Zeit hat.
- In der vierten Folge Der Diamantendieb gibt es zahlreiche Anspielungen an den Film Titanic aus dem Jahre 1997. Beispielsweise wird die berühmte Figur am Bug der Titanic nachgestellt, die Diamantenkette wird heimlich jemanden untergejubelt, im Whirlpool wird die Szene nach dem Untergang des Schiffes nachgestellt, während Jack und Rose sich auf der schwimmenden Tür die Hände halten. Zudem wird am Ende der Folge der Diamant in das Meerwasser geworfen und die Musik wurde angepasst.